# Diskoton
Diskoton — компания звукозаписи, которая была расположена в городе Сараево, Социалистической республике Босния и Герцеговина, бывшей Югославии.
Diskoton выпускал многочисленные записи многих югославских артистов, включая альбомы рок-групп Amajlija, Ambasadori, Бијело дугме, Divlje Jagode, Indexi , Jugosloveni, Дино Мерлин, Zabranjeno Pušenje, поп-рок певцов Здравко Чолича и Сеид Мемић Вајта, а также поп / фолк певицы Фахрета Яхич-Живойнович и Неда Украден. Один из самых известных релизов Diskoton — это саундтрек к фильму «Время цыган» Эмира Кустурицы. Также лейбл для рынка бывшей Югославии выпускал записи таких иностранных артистов, как The Commodores, Marvin Gaye, Gonzalez, Roy Harper, John Holt, Diana Ross, Tavares, The Temptations, Stevie Wonder, Lionel Richie, Gloria Gaynor, Aretha Franklin и другие.
С началом войны в Боснии и Герцеговине компания прекратила своё существование. Студия была полностью уничтожена вместе со всеми мастер-копиями альбомов, а это значит, что отныне большинство альбомов недоступны в Master Quality (за исключением тех немногих, которые были выпущены на CD).